# Antheluridae
Antheluridae är en familj av kräftdjur. Antheluridae ingår i ordningen gråsuggor och tånglöss, klassen storkräftor, fylumet leddjur och riket djur. Enligt Catalogue of Life omfattar familjen Antheluridae 18 arter. 
Kladogram enligt Catalogue of Life:
| Antheluridae | \| \| Ananthura \| \| \| \| \| \| Anthelura \| \| \| \| \| \| Anthomuda \| \| \| \| |
|              | \| \| Ananthura \| \| \| \| \| \| Anthelura \| \| \| \| \| \| Anthomuda \| \| \| \| |
|              | Ananthura                                                                           |
|              |                                                                                     |
|              | Anthelura                                                                           |
|              |                                                                                     |
|              | Anthomuda                                                                           |
|              |                                                                                     |